# Jakow Alexandrowitsch Brafman

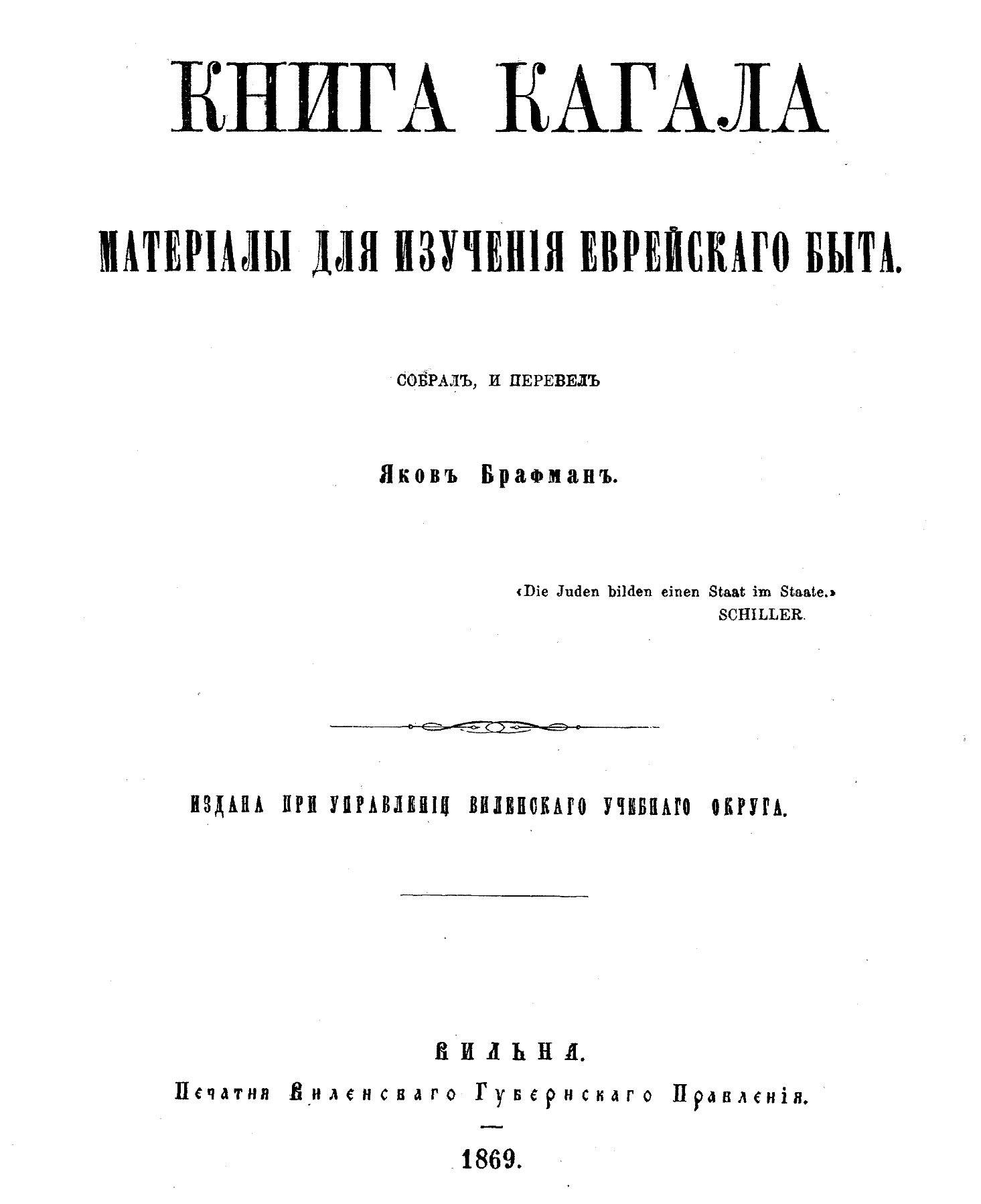
Книга Кагала (Kniga Kagala, „Das Buch vom Kahal“). Russische Erstausgabe von 1869

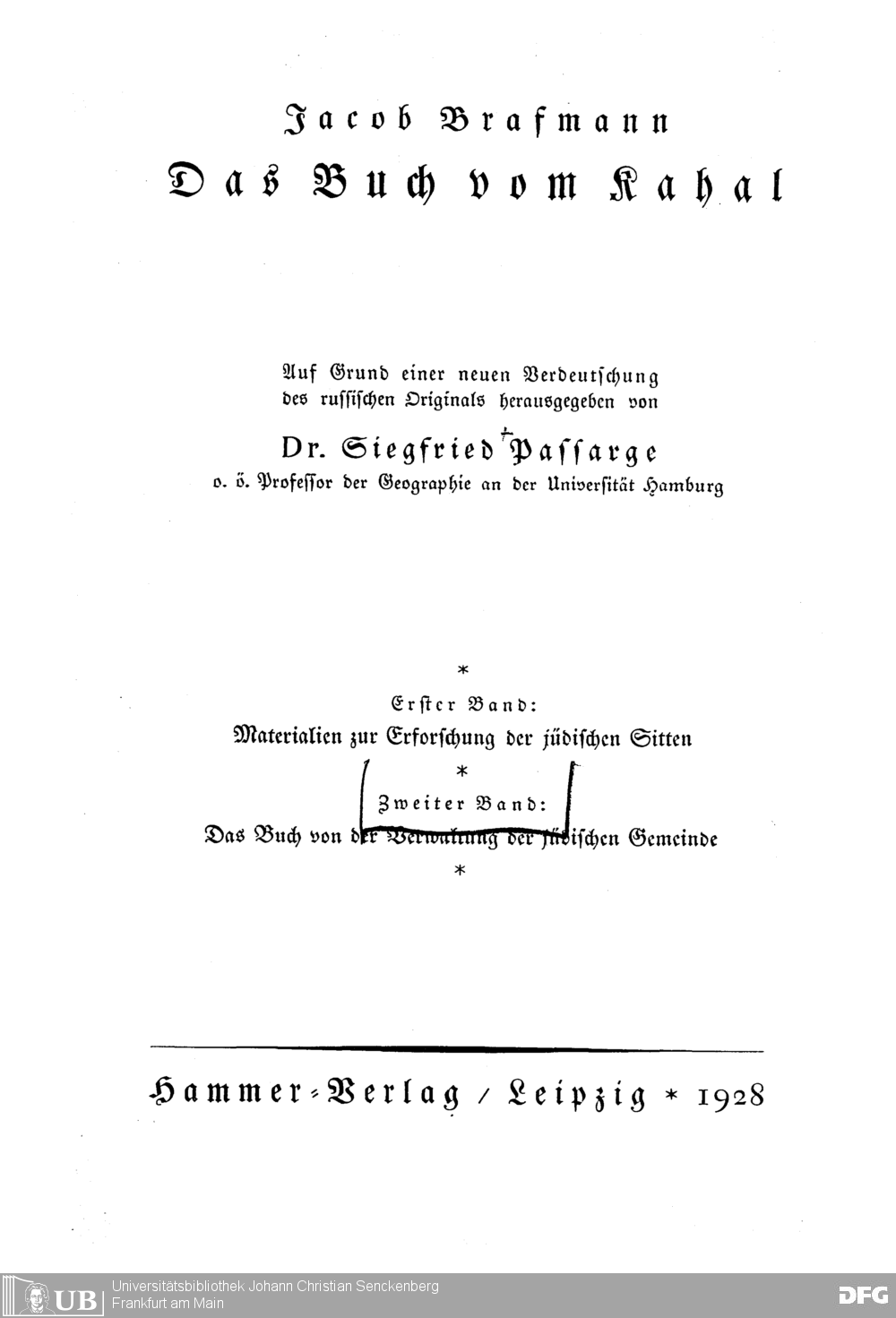
Das Buch vom Kahal. Deutsche Übersetzung, zweiter Band (1928)

Jakow Alexandrowitsch Brafman (russisch Я́ков Алекса́ндрович Бра́фман, auch Jacob Aleksandrowitsch Brafman oder Jakov Brafman, * 1824 in Klezk, Gouvernement Minsk, heute Belarus; † 16.jul. / 28. Dezember 1879greg. in Sankt Petersburg) war ein russischer Journalist. Nach seinem Übertritt vom Judentum zum Christentum veröffentlichte er einflussreiche antisemitische Schriften.

## Leben
Brafman wurde als Sohn eines Rabbiners in einem Stetl im kaiserlich-russischen Ansiedlungsrayon geboren. Er verwaiste früh, wuchs in ärmlichen Verhältnissen auf und wurde von entfernten Verwandten aufgezogen. Weil diese ihn nicht freikaufen konnten, setzten ihn die Gemeindeoberen des Stetls auf die Liste der Kantonisten: Der noch Minderjährige sollte zur Kaiserlich Russischen Armee eingezogen werden. Um der Wehrpflicht zu entgehen, floh er nach Minsk, wo er erfolglos versuchte, sich als Photograph zu etablieren.
Er konvertierte 1858 zum orthodoxen Christentum, möglicherweise aber schon früher zum lutherischen Christentum. Bei einem Staatsbesuch von Zar Alexander II. in Minsk 1858 unterbreitete ihm Brafman ein Memorandum über die Frage, wie Juden in Russland am besten zu missionieren und zu „nützlichen“ Untertanen zu erziehen seien. Die Einteilung in „nützliche“ und „nutzlose“ Juden war erstmals von Zar Nikolaus I. vorgenommen worden und wurde von seinen Nachfolgern in leicht modifizierter Form weitergeführt. Als „nützlich“ galten Juden ab einem bestimmten Einkommen sowie mit akademischen und landwirtschaftlichen Berufen. Die „nutzlosen“ Juden waren zahlreichen Aufenthaltsbeschränkungen unterworfen und durften sich nicht in Städten niederlassen. Brafmans Memorandum wurde dem Heiligen Synod in Petersburg übermittelt, und als Folge davon erhielt Brafman 1860 die Stelle eines Dozenten für Hebräisch am griechisch-orthodoxen Seminar in Minsk.
1866 zog Brafman nach Wilna, wo er in einer Reihe von Aufsätzen die Kahalim, die jüdischen Gemeindeorganisationen, als angeblich wichtigstes Hindernis für eine Akkulturation der russischen Juden beschrieb. Daraufhin wurde ihm ein Stipendium zum Studium der jüdischen Gemeindebücher gewährt, die gleichzeitig von den Studenten des Rabbinerseminars Wilna ins Russische übersetzt wurden. Das Ergebnis dieser Arbeit war Brafmans Werk Книга Кагала (Kniga Kagala, „Das Buch vom Kahal“), das 1869 erschien. 1870 wurde Brafman Mitglied der Kaiserlich Russischen Geographischen Gesellschaft. Im selben Jahr siedelte er nach Sankt Petersburg über. Wie zuvor in Wilna, arbeitete er als Zensor für hebräische und jiddische Publikationen. Er war mit dem slawophilen Schriftsteller Aksakow befreundet. 1879 starb er in Sankt Petersburg an einer Lungenentzündung.

## Schaffen
In den 1860er Jahren wurde Brafman ein glühender Verfechter des Antisemitismus. Von 1867 an veröffentlichte er im „Wilnaer Kurier“ (Wilenskij westnik) eine Serie von Artikeln über die angebliche Lebensweise und die angeblichen Gebräuche jüdischer Gemeinden, die 1869 als Книга Кагала (Kniga Kagala, deutsch: „Das Buch vom Kahal“) und Lokale und weltweite jüdische Bruderschaften publiziert wurden. 1879 erschienen beide Schriften als zweibändige Gesamtausgabe. Sie enthalten zahlreiche judenfeindliche Verschwörungstheorien. Sein Werk ist eine ungenaue und teilweise falsche Übersetzung der Gemeindebücher der Minsker jüdischen Gemeinde aus den Jahren 1794 bis 1833, die Brafman tendenziös kommentierte. Danach würden die Kahalim auch nach ihrer Auflösung unter der Regierung Zar Nikolaus I. 1844 fortbestehen: Sie würden nicht nur den einzelnen Juden unterdrücken, sondern auch die Juden insgesamt befähigen, ihre nicht-jüdische Umgebung auszubeuten. Die Kahal würde einen Staat im Staate bilden.
Die Juden würden unter Verwendung von Grundsätzen aus dem Talmud Anhänger anderer Religionen von Handel und Industrie ausschließen und selbst sämtliches Kapital und allen Grundbesitz ansammeln. Die „jüdischen Bruderschaften“ bezeichnete Brafman als „Hauptarterien der jüdischen Gesellschaft […] Sie verbinden alle Juden, die in der Welt zerstreut sind, zu einer mächtigen und unbesiegbaren Gruppe.“ Die Kahals der ganzen Welt würden von einem „Weltkahal“ aus gesteuert, das seinen Sitz in Frankreich habe: Dies sei die Alliance Israélite Universelle, die Brafman wiederum auf den Grand Sanhédrin zurückführte, eine Versammlung jüdischer Notabeln, die Napoleon Bonaparte 1807 zusammengerufen hatte. Dadurch konstruierte Brafman eine Verbindung zwischen den beiden Feinden des russischen Volkes, die er fürchtete, nämlich zwischen Frankreich und den Juden.
Mit dieser Verschwörungstheorie versuchte Brafman die ausgeprägte Religiosität der Juden im Russischen Reich zu erklären, ihre abgesonderte Lebensweise und ihre angebliche Ausbeutung der Christen, außerdem die Rolle, die sie bei der Ausbildung des Kapitalismus und in allen anderen Bereichen gesellschaftlicher Modernisierungsprozesse spielten.

## Rezeption
Brafmans Bücher wurden sämtlichen russischen Regierungsstellen zugänglich gemacht; sie lieferten den Schlüsselbegriff für die so genannte jüdische Frage in Russland: Regierungskommissionen operierten ebenso selbstverständlich mit dem Begriff des Kahal wie die konservative und die liberale Presse. Brafmans Darstellung diente als Rechtfertigung für judenfeindliche Verordnungen nach 1881 (Maigesetze). Von seinen Gegnern wurde Brafman als „neuer Pfefferkorn“ bezeichnet.
Die Vorstellung, es gäbe eine international operierende jüdische Verschwörung, die Brafman in Kniga Kagala entwirft, verbreitete sich in der Folge im weltweiten antisemitischen Diskurs und wurde vor allem auch in den Protokollen der Weisen von Zion verwendet. Diese anonym verfasste fiktionale Schrift, um 1900 entstanden, gibt vor, Beweise für eine jüdische Weltverschwörung zu liefern. Dort ist von einem „musterhaften Späherdienst des Kahal“ die Rede, mit dem die Juden ihre künftige Weltherrschaft absichern würden. Brafmans Buch gilt als gedanklicher Vorläufer der Protokolle.
Brafmans Buch vom Kahal erlebte zahlreiche Auflagen in unterschiedlichen Sprachen. 1925 erschien eine französische Übersetzung des antisemitischen Geistlichen Ernest Jouin unter dem Titel Les Sources de l’impérialisme juif. Eine deutsche Ausgabe wurde 1928 von Siegfried Passarge im Hammer-Verlag herausgegeben.
In Umberto Ecos Roman Der Friedhof in Prag (2010) wird Brafman (in der deutschen Umschrift Jakob Brafmann) als „Herr von mönchischem Aussehen, großem, graumeliertem Bart und dichten, buschigen Augenbrauen, die in einer Art mephistophelischen Löckchen endeten“ vorgestellt, der ausführlich seine Verschwörungstheorie vom Kahal entfaltet. Der Ich-Erzähler Simonini wundert sich über seine Gefräßigkeit und darüber, dass er überhaupt nicht jüdisch aussehe: „Wie man sieht, verändert der Glaubensübertritt auch die Gesichtszüge, nicht nur die des Charakters“.

## Übersetzungen (Auswahl)
- Jacob Brafmann: Das Buch vom Kahal. Auf Grund einer neuen Verdeutschung des russischen Originals herausgegeben von Dr. Siegfried Passarge. 2 Bände. Hammer-Verlag, Leipzig 1928 (Digitalisat in der Freimann-Sammlung der Universitätsbibliothek der Goethe-Universität Frankfurt am Main).
- Żydzi i Kahały : dzieło wydane w języku rossyjskim w Wilnie w roku 1870. Übersetzung ins Polnische von Kalikst Wolski. Lwów: J. Dobrzański & K. Groman, 1874 [Die Juden und ihre Gemeindeversammlungen].